# Big Fish Games
Cet article possède un paronyme, voir Big Fish.
Big Fish Games est un distributeur de logiciels spécialisé dans les jeux sur internet, basé à Seattle, à Washington, aux États-Unis. La société développe dans son offre les jeux téléchargeables ainsi que les jeux gratuits en ligne, des studios de développement de jeux, des cartes virtuelles, et depuis septembre 2006, un réseau social permettant aux abonnés de donner leur avis sur les jeux par sondage et par un forum.

## Histoire
Big Fish Games a été fondé par Paul Thelen en mai 2002. Ce dernier était le chef de produit du groupe RealNetworks lors du lancement du service de jeux RealArcade. La compagnie possède son propre studio de développement de jeux, ce qui lui permet d'éditer chaque année entre 12 et 15 jeux originaux. Big Fish Games fait aussi office de distributeur en proposant des jeux issus d'autres éditeurs.

## Jeux développés
Parmi les créations de l'entreprise, on peut noter :
- Mystery Case Files: Huntsville (2005)
- Mystery Case Files: Prime Suspects (2006)
- Mystic Inn (2006)
- Hidden Expedition: Titanic (2006)
- Mystery Case Files: Ravenhearst (2006)
- Hidden Expedition : Everest (2007)
- Mystery Case Files: Madame Fate (2007)
- Mystery in London (2007)
- Mystery Case Files: Retour à Ravenhearst (2008)
- Hidden Expedition : Amazon (2008)
- Drawn : La Tour d'Iris (2009)
- Hidden Expedition: Devil's Triangle (2009)
- Mystery Case Files: Dire Grove (2009)
- Life Quest (2010)
- Drawn : Par-delà l'obscurité (2010)
- Mystery Case Files: 13th Skull (2010)
- Mystery Case Files: L'Affaire Malgrave (2011)
- Le syndrome de Dorian Gray (2011)
- Drawn: Sur la piste des ombres (2011)
- Hidden Expedition: The Uncharted Islands (2011)
- Mystery Case Files: Terreur à Ravenhearst (2011)
- Fairway Solitaire HD (2012)
- Mystery Case Files: Shadow Lake (2012)
- Mystery Case Files: Fate's Carnival (2013)
- Dark Mysteries: The Soul Keeper (2013)

La plupart des jeux sont proposés en Shareware[réf. nécessaire].